# My Life Is a Party
Singles de ItaloBrothers
Pandora
(2012) This Is Nightlife
(2013)
My Life Is a Party est une chanson du groupe de dance allemand ItaloBrothers sortie le 27 juillet 2012 sous le label Kontor Records. La chanson est écrite et composée par Italobrothers. Enregistré en 2012, My Life Is a Party succède au simple des Italobrothers : Pandora (2012). La chanson se classe dans les pays germanophone en Allemagne, en Autriche, en Suisse ainsi qu'en France. 

My Life Is a Party est une reprise du tube de 2004, Dragostea din tei du groupe moldave de langue roumaine O-Zone. La chanson est remixée par le groupe de dance allemand R.I.O..

Le clip vidéo sort le 25 juillet 2012 sur le site de partage YouTube sur le compte du label Kontor Records. 

## Liste des pistes
Téléchargement digital
1. My Life Is a Party (R.I.O. Edit) - 3:27
2. My Life Is a Party (Club Mix) - 5:03
3. My Life Is a Party (Radio Edit) - 3:12
4. My Life Is a Party (Extended Mix) - 4:45
5. My Life Is a Party (Whirlmond Remix) - 5:05
6. My Life Is a Party (Ryan T. & Rick M. Radio Edit) - 3:30
7. My Life Is a Party (Ryan T. & Rick M. Remix) - 5:00

## Classement par pays
| Classement (2012)            | Meilleure position |
| ---------------------------- | ------------------ |
| Autriche (Ö3 Austria Top 40) | 18                 |
| Allemagne (Media Control AG) | 43                 |
| France (SNEP)                | 103                |
| France (Club 40)             | 14                 |
| Suisse (Schweizer Hitparade) | 62                 |

### Certifications
| Pays     | Organisme | Certification | Vente  |
| -------- | --------- | ------------- | ------ |
| Danemark | IFPI      | Or            | 15 000 |

## Historique de sortie
| Pays      | Date            | Format                 | Label          |
| --------- | --------------- | ---------------------- | -------------- |
| Allemagne | 27 juillet 2012 | Téléchargement digital | Kontor Records |